# 침향
침향은 2000년 공개된 대한민국의 영화이다.

## 캐스팅
- 이세창 : 한찬우 역
- 김호정 : 진경 역
- 이정현 : 임선희 역